# Dodge Town Panel и Town Wagon
Dodge Town Panel и Dodge Town Wagon — серия малотоннажных автомобилей, выпускавшихся компанией Dodge с 1954 по 1966 год в США и с 1954 по 1971 год в Аргентине. Автомобили были созданы на основе пикапов Dodge C с закруглёнными крыльями и панорамными лобовыми стёклами. 

## Town Panel

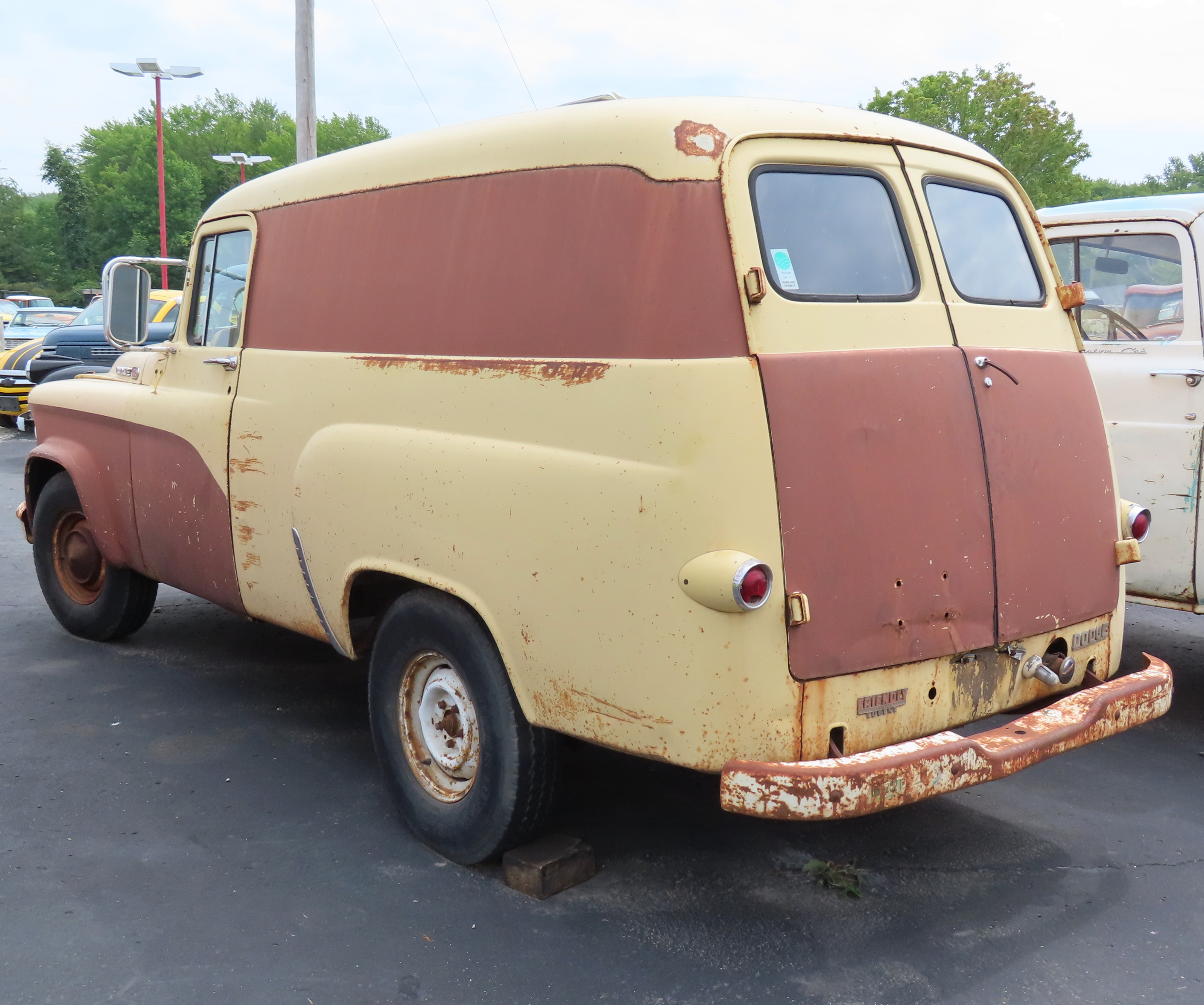
1963 Dodge D100 Town Panel

Town Panel дебютировал в 1954 году. Автомобиль был представлен на Чикагском автосалоне в «оправе из шкатулки с драгоценностями» (англ. «jewel box setting») в честь 50-летия Чикагской ассоциации автомобильной торговли (англ. Chicago Automobile Trade Association).
Dodge Town Panel обрёл популярность среди местных компаний по доставке, таких как Montgomery Ward. Автомобиль был спроектирован так, чтобы защищать грузы от непогоды и краж.
До Town Panel компания Dodge выпускала малотоннажные автомобили на базе пикапов Dodge B и более старых моделей, но не продавала их отдельно.

## Town Wagon

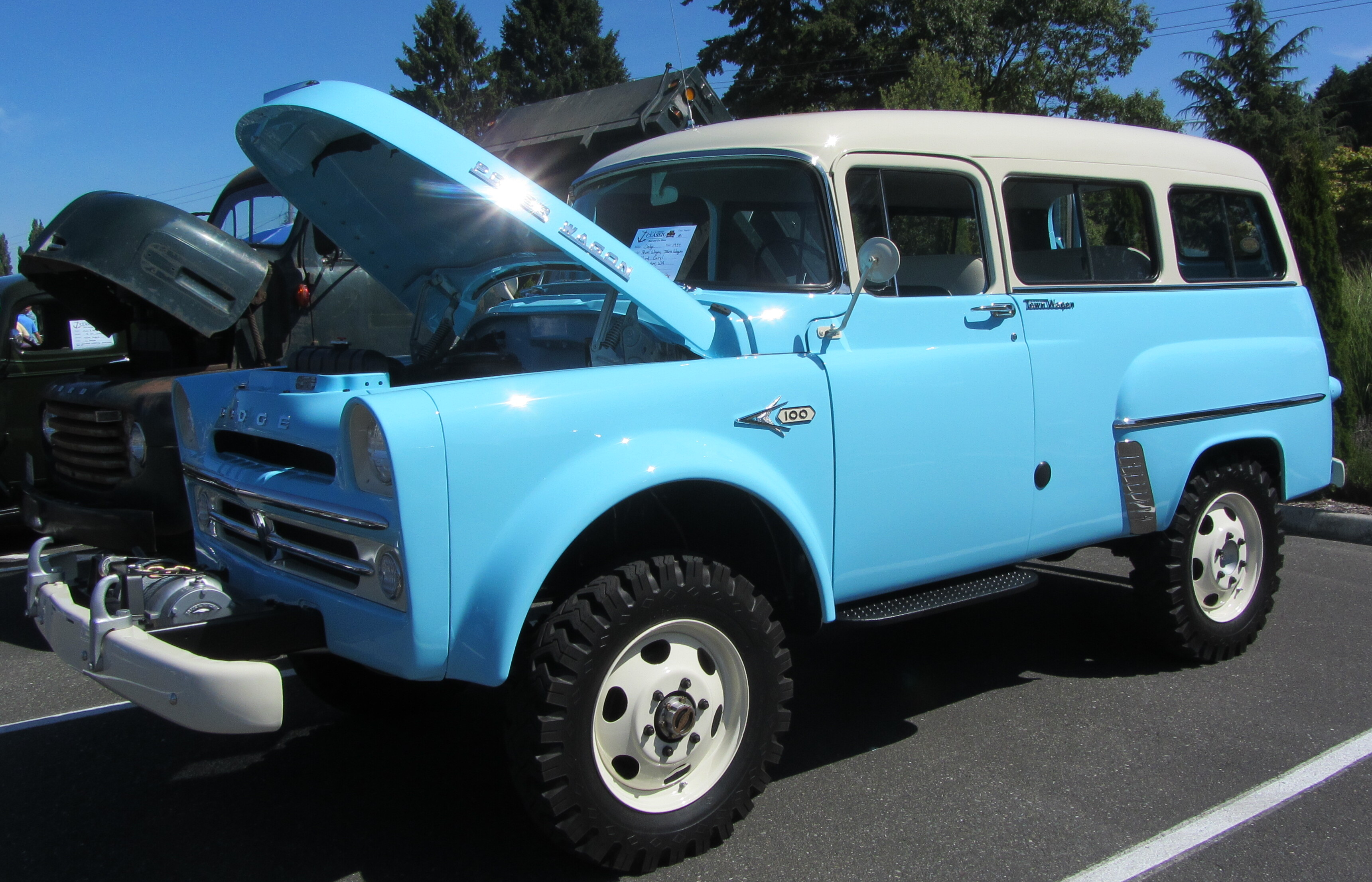
1957 Dodge Town Wagon

Town Wagon, представленный в 1956 году, являлся пассажирской модификацией Town Panel. Конкурентом являлся Chevrolet Suburban.

## Town Wagon Power Wagon
Dodge Town Wagon Power Wagon — версия Dodge Town Wagon в полноприводной конфигурации, запущенная в производство в 1957 году. Полноприводные версии Dodge C, в свою очередь, получили индекс W-100. На крыльях имеется шильдик «Power Wagon».